# 미코얀 프로젝트 1.44

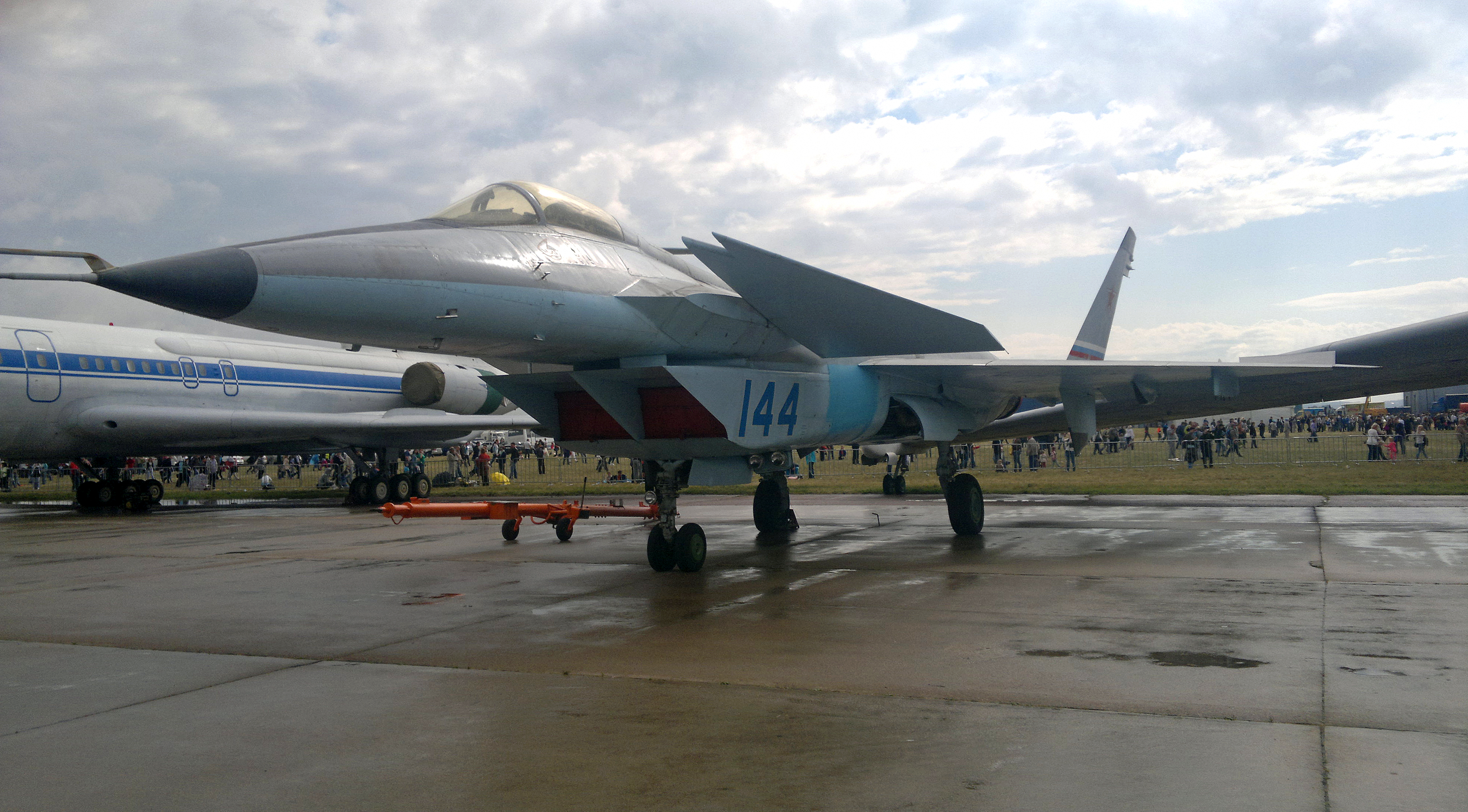

미코얀 프로젝트 1.44/1.42(러시아어: Микоян МиГ-1.44, NATO 보고명: 플랫팩/Flatpack)는 미그 실험설계국에 의해 개발된 기술 시연용 전투기이다. 미국의 고등 전술 훈련기(ATF)에 대응하기 위해 소련이 개발한 것으로, 고급 항공전자기술, 스텔스 기술, 초음속 순항 등 수많은 5세대 전투기의 여러 부분들을 통합하였다. 이 디자인의 개발은 만연적인 자금 부족으로 인해 수차례 연기되었다. MiG 1.44는 예정보다 9년 늦은 2000년 2월 비행을 했고 그 이듬해에 취소되었다.

## 변종
- MiG 1.42
- MiG 1.44

## 같이 보기
- 수호이 Su-57
- 수호이 Su-47
- 청두 J-20
- F-22 랩터
- 노스롭 YF-23